# Sharon (Oklahoma)
Sharon es un pueblo ubicado en el condado de Woodward en el estado estadounidense de Oklahoma. En el año 2010 tenía una población de 135 habitantes y una densidad poblacional de 450 personas por km².

## Geografía
Sharon se encuentra ubicado en las coordenadas 36°16′35″N 99°20′19″O / 36.27639, -99.33861 (36.276429, -99.338533).

## Demografía
Según la Oficina del Censo en 2000 los ingresos medios por hogar en la localidad eran de $45,000 y los ingresos medios por familia eran $46,667. Los hombres tenían unos ingresos medios de $24,688 frente a los $28,333 para las mujeres. La renta per cápita para la localidad era de $12,444. Alrededor del 18.4% de la población estaban por debajo del umbral de pobreza.